# Rio Coşuştea
O Rio Coşuştea é um rio da Romênia, afluente do Motru, localizado no distrito de Mehedinţi.